# Ралли Новой Зеландии

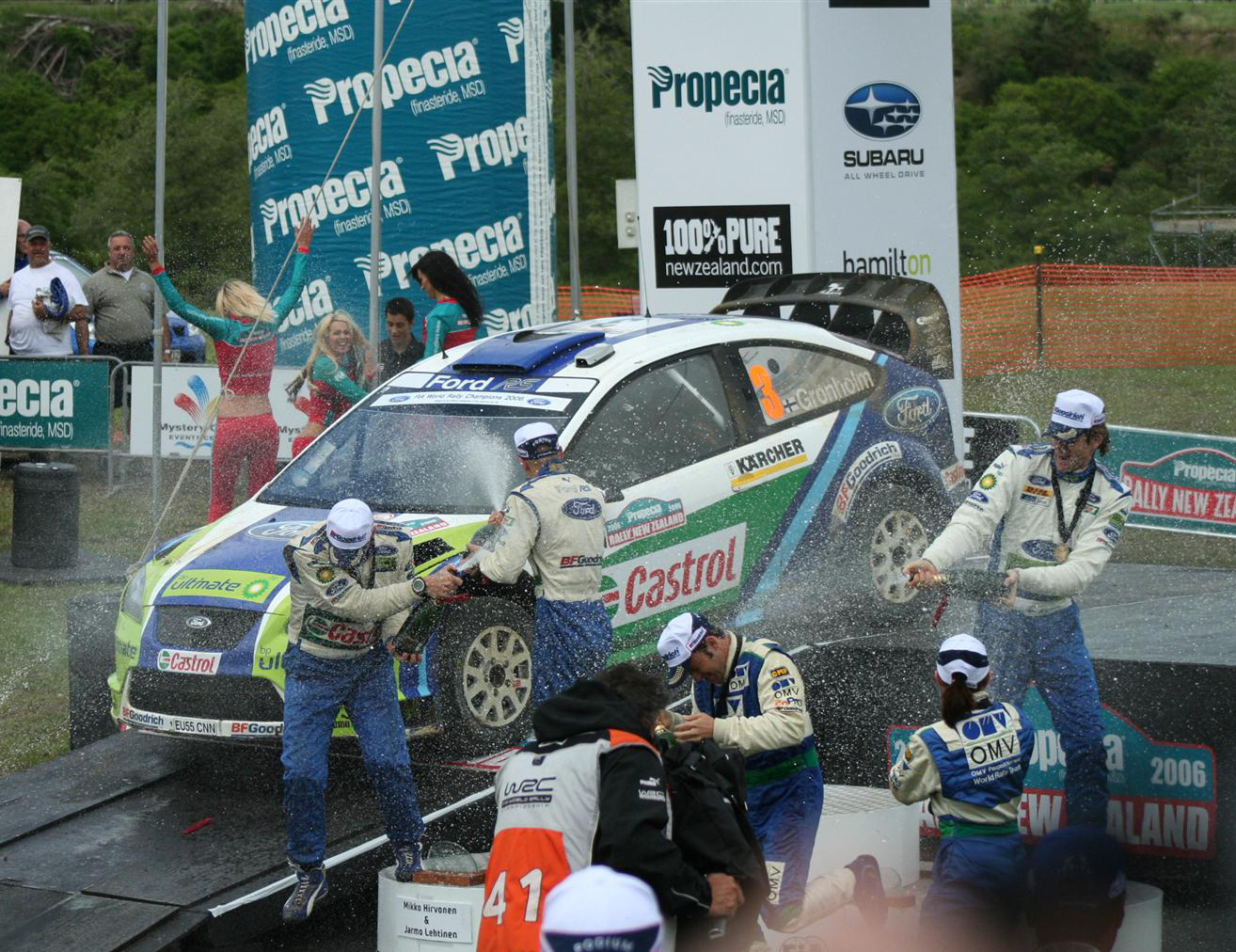
Подиум на Ралли Новой Зеландии 2006

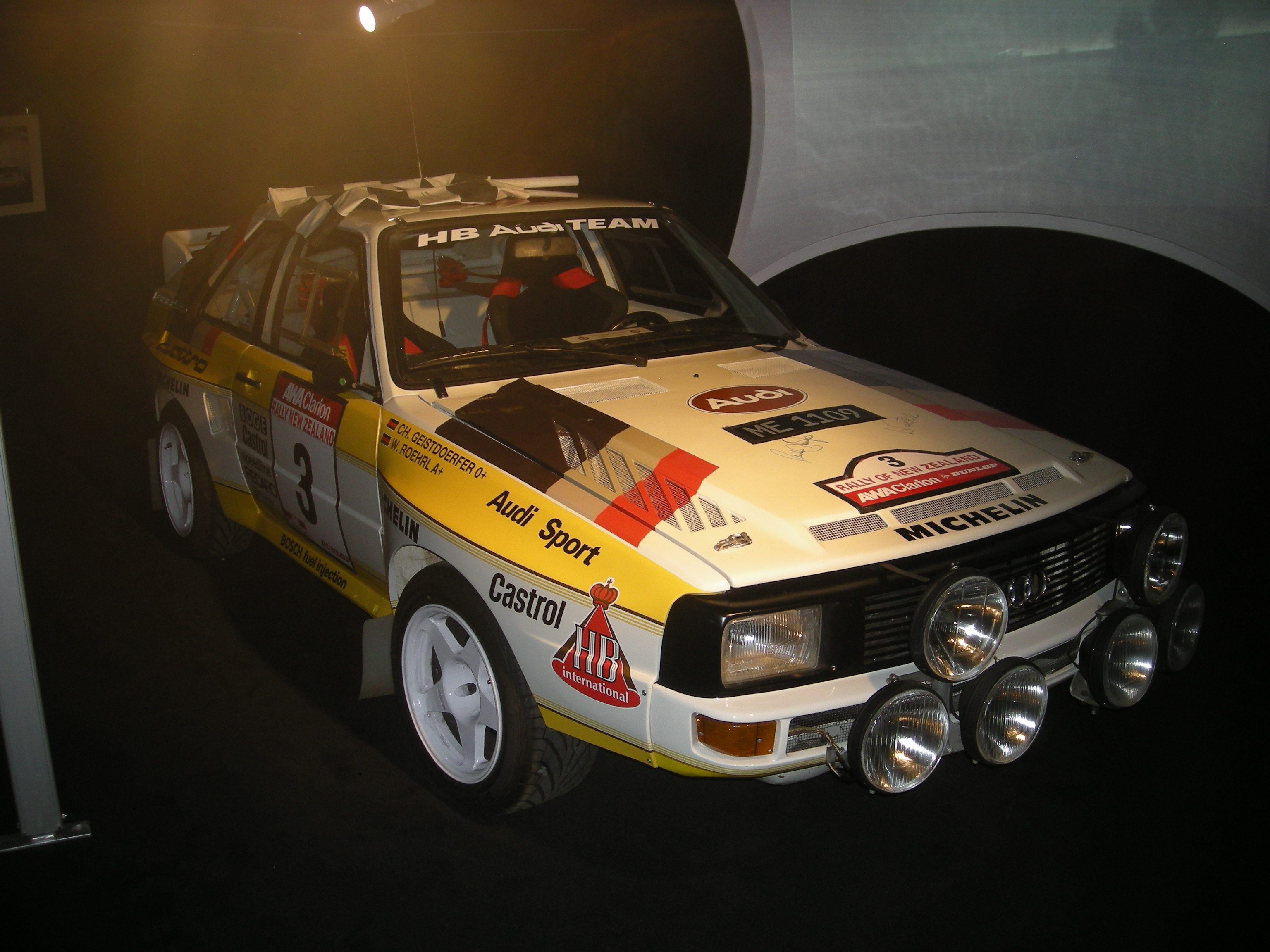
Audi Sport Quattro, который участвовал в 1985 году

Ралли Новой Зеландии (англ. Rally New Zealand) — раллийная гонка, проводящаяся на территории Новой Зеландии с 1969 года. С 1977 по 2012 годы входила в календарь чемпионата мира (за исключением 1978, 1981, 1996).
Этап являлся одним из самых живописных в чемпионате мира и проходил по грунтовым дорогам, проложенным по зеленым лугам и густым хвойным лесам. Одни спецучастки были быстрые и широкие наподобие Ралли Финляндии, другие — медленные и извилистые, как в Ралли Греции. Сейчас Ралли проходит в окрестностях Окленда на севере страны, но за время его существования конфигурация несколько раз изменялась. Ранее на новозеландском этапе грунтовые участки сочетались с асфальтовыми и несколько раз менялось место проведения и наименование.
Новая Зеландия — малонаселенная страна, поэтому аудитория на этапах невелика, в отличие от некоторых этапов в Европе. И вопрос с безопасностью зрителей не стоит так остро, как на тех же Ралли Финляндии или Португалии. Больше всего побед на Ралли Новой Зеландии на счету финского гонщика Маркуса Гронхольма — пять.

## История
В семидесятые годы Ралли превышало 1000 км и проводилось в течение двух недель, а затем дистанция несколько раз сокращалась до тех пор, пока не достигла 400 км, а формат проведения сократился до трёх дней. Также в первые годы в Ралли участвовали только пилоты из Новой Зеландии и Австралии.
Первое Ралли прошло в 1969 году под названием Shell Silver Fern Rally на Северных островах. Оно было организовано Веллингтонским автомобильным клубом  и в нем приняли участие всего 33 экипажа, победителями стали местный пилот Грэйди Томпсон. В следующем году состязание проходило уже на Южных островах и организацией занимался Кентерберийский автомобильный клуб. В 1971 году Ралли изменило название на Heatway International Rally и в нём участвовало всего 15 экипажей, большинство из которых были австралийцами.
В 1974 году соревнование не было проведено из-за нефтяного кризиса, но зато уже в 1977 году оно вошло в календарь чемпионата мира. Эта гонка насчитывала 3281 км, из которых дистанция спецучастков составляла 2137 км, что сделало Ралли Новой Зеландии вторым по длине в мире после Ралли Сафари в Кении.
Несмотря на то, что с 1982 года этап окончательно вошел в календарь чемпионата мира, с 1987 года он учитывался только в зачёте пилотов, вследствие чего несколько сократился состав участников. В 1993 году Ралли Новой Зеландии снова стало учитываться в обоих зачётах. В том же году победителем стал Колин Макрей, который первенствовал и в двух следующих сезонах, повторив тем самым достижение Карлоса Сайнса.
В 1996 году из-за введенной FIA ротации Ралли не вошло в календарь чемпионата мира, но состоялось в рамках чемпионата Азиатско-Тихоокеанского региона (APRC) и победу одержал Ричард Бёрнс. В 1997 году Карлос Сайнс мог одержать свою четвертую победу, но из-за столкновения с овцой он уступил первую позицию на финише Кеннету Эрикссону с разницей в 13 секунд. Но на следующий год Сайнс взял реванш и стал самым титулованным гонщиком в истории Ралли Новой Зеландии. Впрочем рекорд продержался меньше десяти лет и в 2007 году Маркус Гронхольм одержал свою пятую победу в Новой Зеландии, опередив Себастьена Лёба всего на 0,3 секунды.
В 2013–2016 годах Ралли не проводилось, а в 2011, 2017 и 2018 годах состоялось только в рамках APRC и победителем всех трёх гонок стал новозеландец Хейден Пэддон. В 2020 году Ралли должно было вернуться в состав участников чемпионата мира, но из-за пандемии коронавирусной инфекции возвращение не состоялось.

## Победители
| Сезон      | Пилот                            | Автомобиль                       |
| ---------- | -------------------------------- | -------------------------------- |
| 1969       | Грэйди Томпсон                   | Holden Monaro                    |
| 1970       | Пол Адамс                        | BMW 2002                         |
| 1971       | Брюс Ходжсон                     | Ford Cortina–Lotus               |
| 1972       | Эндрю Коуэн                      | BLMC Mini 1275 GT                |
| 1973       | Ханну Миккола                    | Ford Escort RS1600               |
| 1974       | Не проводилось                   | Не проводилось                   |
| 1975       | Майк Маршалл                     | Ford Escort RS1800               |
| 1976       | Эндрю Коуэн                      | Hillman Avenger                  |
| 1977       | Фульвио Баччелли                 | Fiat 131 Abarth                  |
| 1978       | Рассел Брукс                     | Ford Escort RS1800               |
| 1979       | Ханну Миккола                    | Ford Escort RS1800               |
| 1980       | Тимо Салонен                     | Datsun 160J                      |
| 1981       | Джим Доналд                      | Ford Escort RS                   |
| 1982       | Бьорн Вальдегорд                 | Toyota Celica                    |
| 1983       | Вальтер Рёрль                    | Lancia 037 Rally                 |
| 1984       | Стиг Блумквист                   | Audi Quattro                     |
| 1985       | Тимо Салонен                     | Peugeot 205 T16 E2               |
| 1986       | Юха Канккунен                    | Peugeot 205 T16 E2               |
| 1987       | Франц Виттманн                   | Lancia Delta 4WD                 |
| 1988       | Зепп Гайдер                      | Opel Kadett GSi 16V              |
| 1989       | Ингвар Карлссон                  | Mazda 323 4WD                    |
| 1990       | Карлос Сайнс                     | Toyota Celica GT-Four ST165      |
| 1991       | Карлос Сайнс                     | Toyota Celica GT-Four ST165      |
| 1992       | Карлос Сайнс                     | Toyota Celica Turbo 4WD          |
| 1993       | Колин Макрей                     | Subaru Legacy RS                 |
| 1994       | Колин Макрей                     | Subaru Impreza 555               |
| 1995       | Колин Макрей                     | Subaru Impreza 555               |
| 1996       | Ричард Бёрнс                     | Mitsubishi Lancer Evolution III  |
| 1997       | Кеннет Эрикссон                  | Subaru Impreza WRC 97            |
| 1998       | Карлос Сайнс                     | Toyota Corolla WRC               |
| 1999       | Томми Мякинен                    | Mitsubishi Lancer Evolution VI   |
| 2000       | Маркус Гронхольм                 | Peugeot 206                      |
| 2001       | Ричард Бёрнс                     | Subaru Impreza WRC 2001          |
| 2002       | Маркус Гронхольм                 | Peugeot 206                      |
| 2003       | Маркус Гронхольм                 | Peugeot 206                      |
| 2004       | Петтер Сольберг                  | Subaru Impreza WRC 2004          |
| 2005       | Себастьен Лёб                    | Citroën Xsara WRC                |
| 2006       | Маркус Гронхольм                 | Ford Focus RS WRC 06             |
| 2007       | Маркус Гронхольм                 | Ford Focus RS WRC 07             |
| 2008       | Себастьен Лёб                    | Citroën C4 WRC                   |
| 2009       | Не проводилось                   | Не проводилось                   |
| 2010       | Яри-Матти Латвала                | Ford Focus RS WRC 09             |
| 2011       | Хейден Пэддон                    | Subaru Impreza WRX               |
| 2012       | Себастьен Лёб                    | Citroën DS3 WRC                  |
| 2013- 2016 | Не проводилось                   | Не проводилось                   |
| 2017       | Хейден Пэддон                    | Hyundai i20 AP4                  |
| 2018       | Хейден Пэддон                    | Hyundai i20 AP4                  |
| 2020       | Отменено из-за пандемии COVID-19 | Отменено из-за пандемии COVID-19 |
| 2022       | Калле Рованперя                  | Toyota GR Yaris Rally1           |

## Многократные победители
Полужирным выделены победы в рамках чемпионата мира.
| Место | Пилот            | Годы                         |
| ----- | ---------------- | ---------------------------- |
| 5     | Маркус Гронхольм | 2000, 2002, 2003, 2006, 2007 |
| 4     | Карлос Сайнс     | 1990, 1991, 1992, 1998       |
| 3     | Себастьен Лёб    | 2005, 2008, 2012             |
| 3     | Колин Макрей     | 1993, 1994, 1995             |
| 3     | Хейден Пэддон    | 2011, 2017, 2018             |
| 2     | Эндрю Коуэн      | 1972, 1976                   |
| 2     | Ханну Миккола    | 1973, 1979                   |
| 2     | Тимо Салонен     | 1980, 1985                   |
| 2     | Ричард Бёрнс     | 1996, 2001                   |

### Многократные призёры (только чемпионат мира)
| Подиумы | Пилот            | Годы |
| ------- | ---------------- | ---- |
| 7       | Маркус Гронхольм |      |
| 6       | Юха Канккунен    |      |
| 6       | Карлос Сайнс     |      |
| 5       | Себастьен Лёб    |      |